# Nola joanna
Nola joanna är en fjärilsart som beskrevs av William Schaus 1921. Nola joanna ingår i släktet Nola och familjen trågspinnare. Inga underarter finns listade i Catalogue of Life.